# Югославия на Играх доброй воли
Югославия принимала участие в летних Играх доброй воли 1986 и 1990 годов. В результате постепенного распада Югославии в 1990-х и 2000-х годах на несколько стран спортсмены с этих территорий стали в дальнейшем выступать на Играх в составе делегаций образовавшихся государств.
На всех Играх спортивные делегации Югославии завоевали всего 3 медали, из них 2 золотых.

## Медальный зачёт

### Медали на летних Играх
| Игры        | Золото | Серебро | Бронза | Всего | Место |
| Москва 1986 | 0      | 0       | 0      | 0     | —     |
| Сиэтл 1990  | 2      | 1       | 0      | 3     | 15    |
| Всего       | 2      | 1       | 0      | 3     |       |